# Nikolaos Stournaris

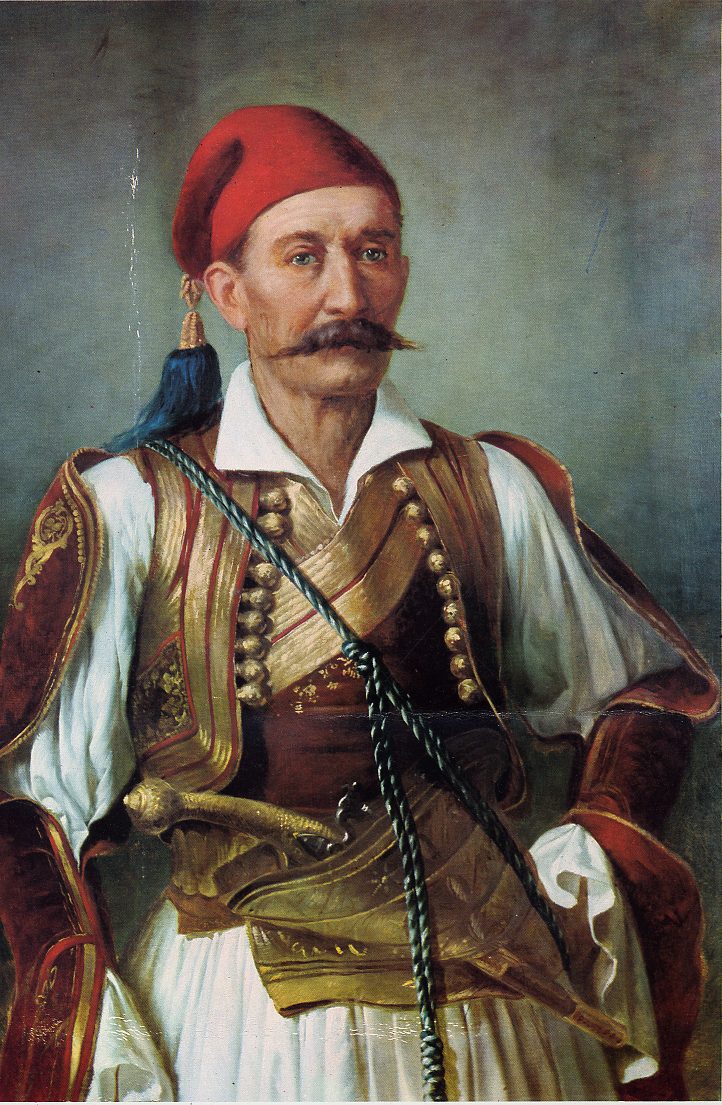
Porträt von Nikolaos Stournaris in Uniform der Königlichen Phalanx

Nikolaos Stournaris (griechisch Νικόλαος Στουρνάρης, geboren als Nikolaos Stournaras (Νικόλαος Στουρνάρας), * 1775 in Stournareika, Thessalien; † 10. April 1826 in Mesolongi, Ätolien-Arkananien) war ein griechischer Armatole, Freiheitskämpfer und Mitglied der Filiki Eteria während der Griechischen Revolution. Er nahm die Position als militärischer Führer während der Dritten Belagerung von Mesolongi ein und starb in dieser. Er entstammte der wohlhabenden und bekannten Armatolenfamilie Stournaris.

## Frühes Leben und Armatolat
Nikolaos Stournaris wurde 1775 als Sohn von Thymios Stournaris geboren, einem Armatolen in der Region des Aspropotamos. Während der aufständischen Bewegungen der Walachen 1808 im Westen Griechenlands übernahm sein Vater die Kontrolle über die Region Metsovo und Kalarites um den Truppenabzug von Ali Pascha nach Thessalien zu verhindern, was ihm jedoch letztendlich nicht gelang. Nach dem Tod seines Vaters im Jahr 1812 übernahm Nikolaos Stournaris das Armatolat, das etwa 120 Dörfer und 750 Familien umfasste. Er besaß ein beachtliches Vermögen in Form von 8.000 Ziegen und Schafe, während seine erweiterte Familie etwa 500.000 Tiere besaß, die sie an Hirten verpachtete. Seine militärische Stärke betrug etwa 400 Kämpfer, die alle nahe oder entfernte Verwandte waren. Stournaris hatte sein Lager samt seiner Armatolen in Aspropotamos und bildete damit ein renommiertes militärisches Zentrum zu Zeiten von Ali Pascha.

## Beteiligung an der Griechischen Revolution

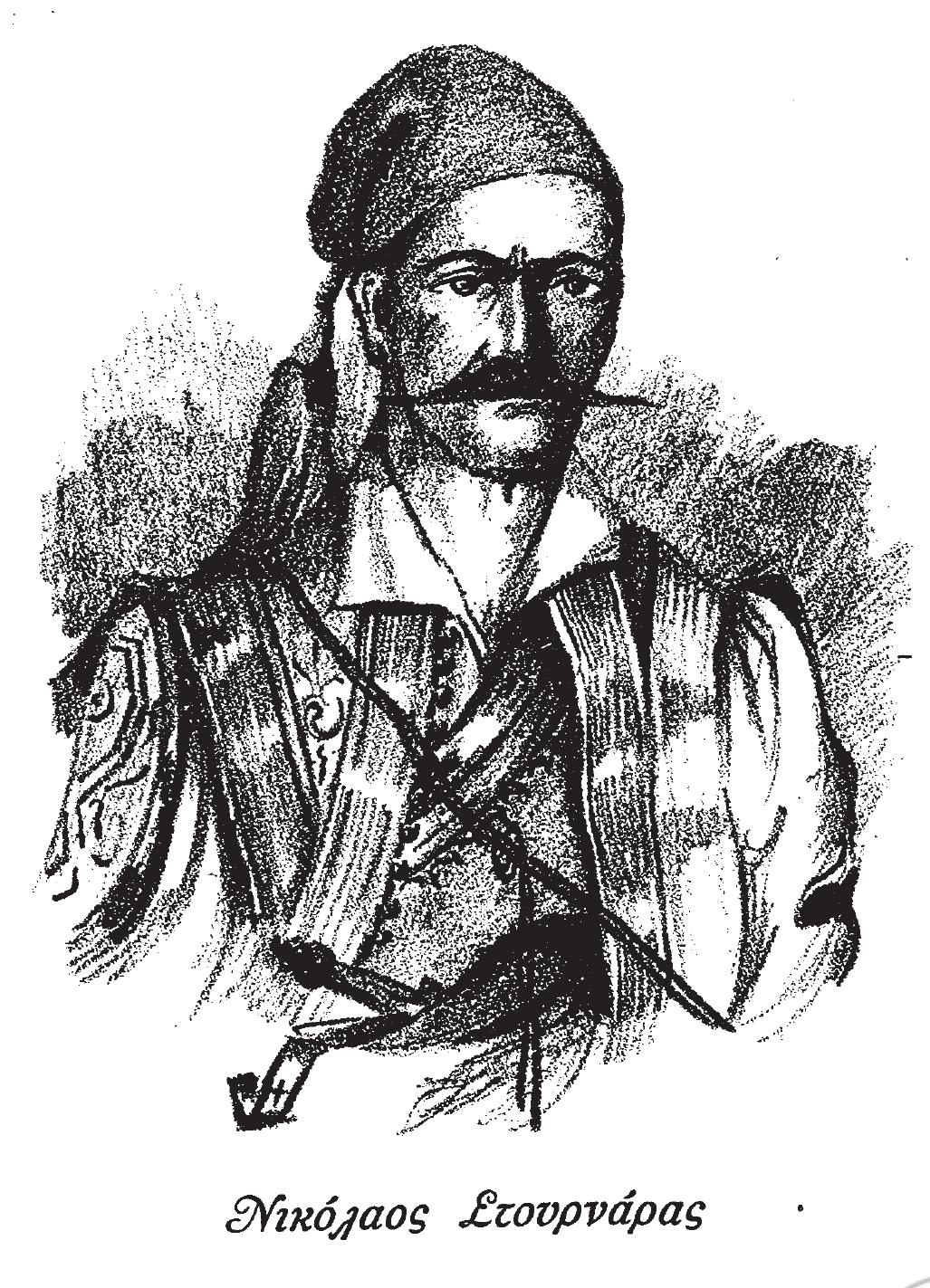
Zeichnung von Nikolaos Stournaras

Stournaris wurde in die Filiki Eteria aufgenommen, eine geheime Organisation, die die griechische Unabhängigkeit von der osmanischen Herrschaft anstrebte. Ende Januar 1821 nahm er an der revolutionären Versammlung von Lefkada teil, zusammen mit anderen Führern des griechischen Festlandes, um den Aufstand gegen die Osmanen vorzubereiten. Am 5. Juli rief er zusammen mit anderen Führern, darunter sein Schwager Grigoris Liakatas und Christodoulos Chatzipetros, die Revolution im Westen Thessaliens aus. Er erklärte im Juli 1821 den Unabhängigkeitskrieg in den Regionen Porta (Pilio), Preveza und Kalambaka. Angeführt von Stournaris rebellierten die Aspropotamiten und anderen Einwohner des Pindos in Porta (Pilio), Preveza, Kalambaka und den Gebieten um den Aspropotamos schafften es innerhalb kurzer Zeit, die Regionen zu kontrollieren. Bei den Ereignissen in Aspropotamos waren die osmanischen Streitkräfte von Trikala, die sich gegen die griechischen Rebellen wandten, viel stärker, so dass die Rebellen besiegt wurden und sich in die Bergdörfer von Aspropotamos zurückzogen, wo es ebenfalls zu Kämpfen mit den Osmanen von Trikala kam. Obwohl er eine kleine griechische Armee anführte, verlor er die Schlacht von Porta, was dazu führte, dass seine Männer ihn verließen und er musste weiterhin den Kampf verlassen, um Vergeltungsmaßnahmen der Türken gegen die Bevölkerung zu verhindern.
Nach der Niederschlagung der Revolution beim Olymp im Jahr 1822 sammelte er die Revolutionäre und Philhellenen, die geflohen waren, um sich.
Als Sultan Mahmud II. Ali Pascha zum Abtrünnigen erklärte, erleichterte Stournaris den Durchmarsch der osmanischen Truppen durch sein Armatolat zur Belagerung von Ioannina. Als die Türken seine Unterwerfung forderten, floh er 1823 nach Mesolongi und diente unter dem Kommando von Alexandros Mavrokordatos.
Er setzte den Kampf in der Peloponnes gegen die Truppen von Ibrahim Pascha fort und nahm an der Schlacht von Vourgareli in Epirus gegen Omer Vrioni teil. Außerdem spielte er eine aktive Rolle in mehreren Schlachten in Thessalien. Er arbeitete während dieser Zeit (1823) zusammen mit Georgios Karaiskakis und freiwilligen Philhellenen. Er zeichnete sich weiterhin in der Schlacht von Peta und der Schlacht von Analatos aus.
1823 ließ sich Stournaris in Mesolongi nieder, wo er die Führung der militärischen Streitkräfte der Stadt übernahm. Im März 1824 war er Mitglied des Untersuchungsausschusses, der in Etoliko tagte und Georgios Karaiskakis des Verrats schuldig sprach. Während des Prozesses, in dem sein Schwager Grigoris Liakatas Mitglied des Gerichts war, konnten Karaiskakis' Kontakte zu den Türken nicht bewiesen werden. Das Gericht sprach kein Urteil, sondern forderte Karaiskakis in einer Erklärung auf, Reue zu zeigen und sich bei der Regierung zu entschuldigen. Stournaris hatte beim Prozess geäußert, dass eine Verurteilung nur mit Beweisen und nicht durch bloße Worte erfolgen sollte.
Im Sommer 1824 wurde er zum „Waffenführer“ der Region Agrafa ernannt. Während der zweiten Belagerung von Mesolongi (1825–1826) war er Kommandant der Stadtgarnison und kämpfte, um das drohende Schicksal der Stadt abzuwenden.
Während der dritten Belagerung von Mesolongi im Jahr 1826 führte Stournaris zusammen mit Demetrios Makris, Notis Botsaris, Kitsos Tzavelas, Razikotzikas und Alexandros Mavrokordatos die letzten verbliebenen Griechen im Fall von Mesolongi an. Von den 76 verbliebenen Soldaten waren 26 krank. Von den 44, die an der Evakuierung teilnahmen, überlebten nur 17. In der Nacht des Exodus starben alle Belagerten; es sollen ca. 13.000 Griechen der Belagerung zum Opfer gefallen sein, darunter auch die dortigen Philhellenen sowie Nikolaos Stournaris selbst. Stournaris wurde (womöglich posthum) im Range des Generals erhoben.
Der Grammatikus (Lehrer) von Stournaris und Geschichtsschreiber Nikolaos Kasomoulis schrieb in seinen Militärischen Erinnerungen, dass sich Stournaris in seiner militärischen Laufbahn eher wegen seiner Klugheit, statt seines „kriegerischen Charakters“ hervortat.